# 银川当代美术馆

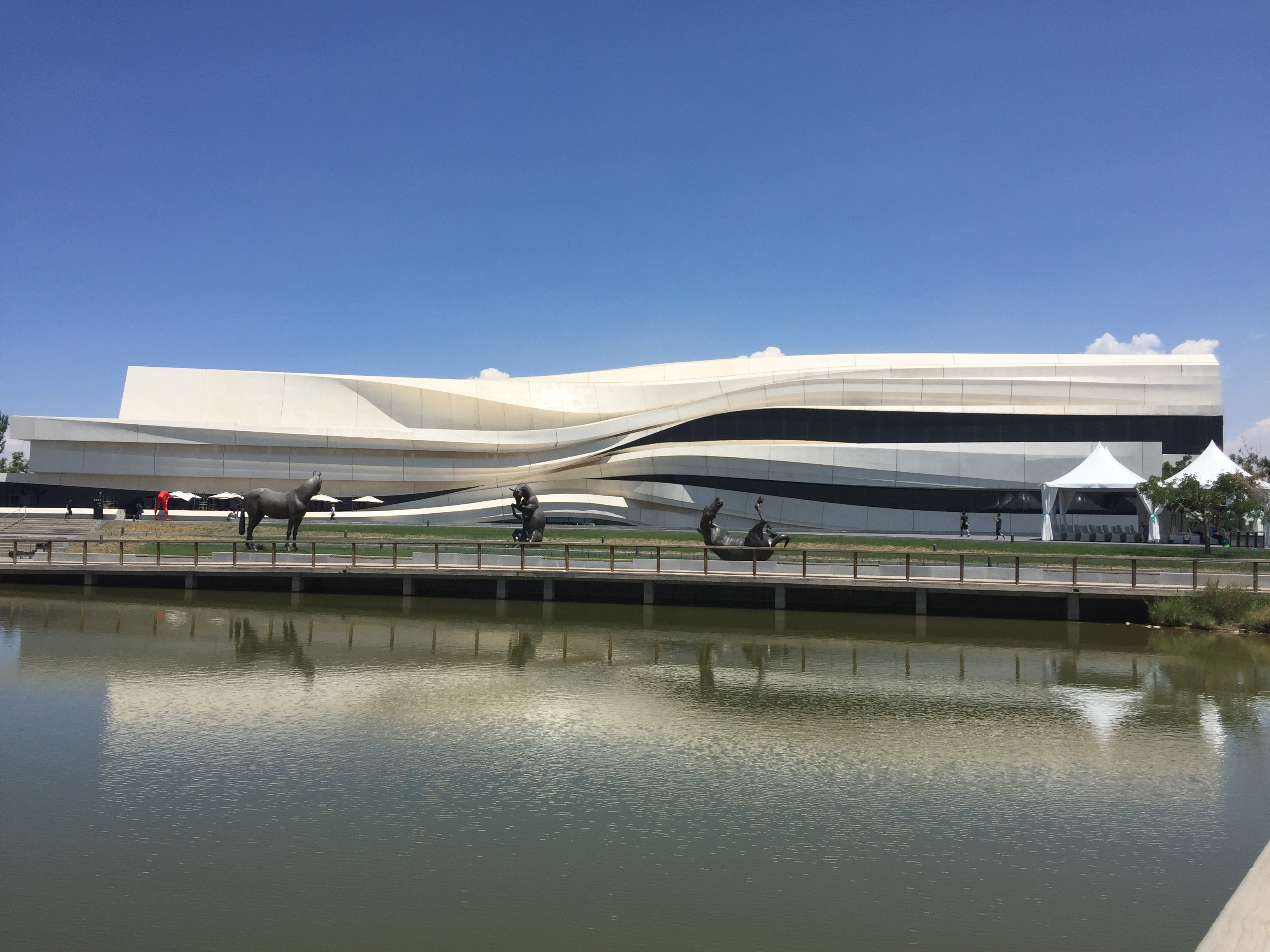
银川当代美术馆及周围黄河湿地

银川当代美术馆（Museum Of Contemporary Art of Yinchuan），座落于黄河西岸，位于宁夏回族自治区银川市兴庆区禾乐路12號，该地在数百年前曾是黄河故道。于2015年8月8日开馆。是中国西北最大的单体当代美术馆。
银川当代美术馆是一座非营利性公共美术馆，银川当代美术馆正努力打造成为向公众开放的一个多元的当代文化展示窗口和全球化视野下的学习平台，在为城市文化景观带来改变，与世界艺术交流提供窗口的同时，促其成为一个承载文化交往的场所，一个激发创造与想象的源泉，一个具备包容性与交融性的学堂。
银川当代美术馆的馆藏主要包括数百幅中国晚清时期油画、有关中西方早期对话交流的地图以及中国当代艺术作品。
自2016年起，银川当代美术馆开始举办银川双年展。
银川当代美术馆馆长为刘文锦女士，现任艺术总监为吕澎。

## 历史
2011年7月开始由WAA建筑设计团队设计，设计灵感来自于千年来黄河丰富的地质变化，和黄河水冲积所形成的岩石褶皱肌理，2012年9月开始动工修建。
2015年8月月8日开馆，是中国西北地区最大的当代美术馆。

## 建筑和景观

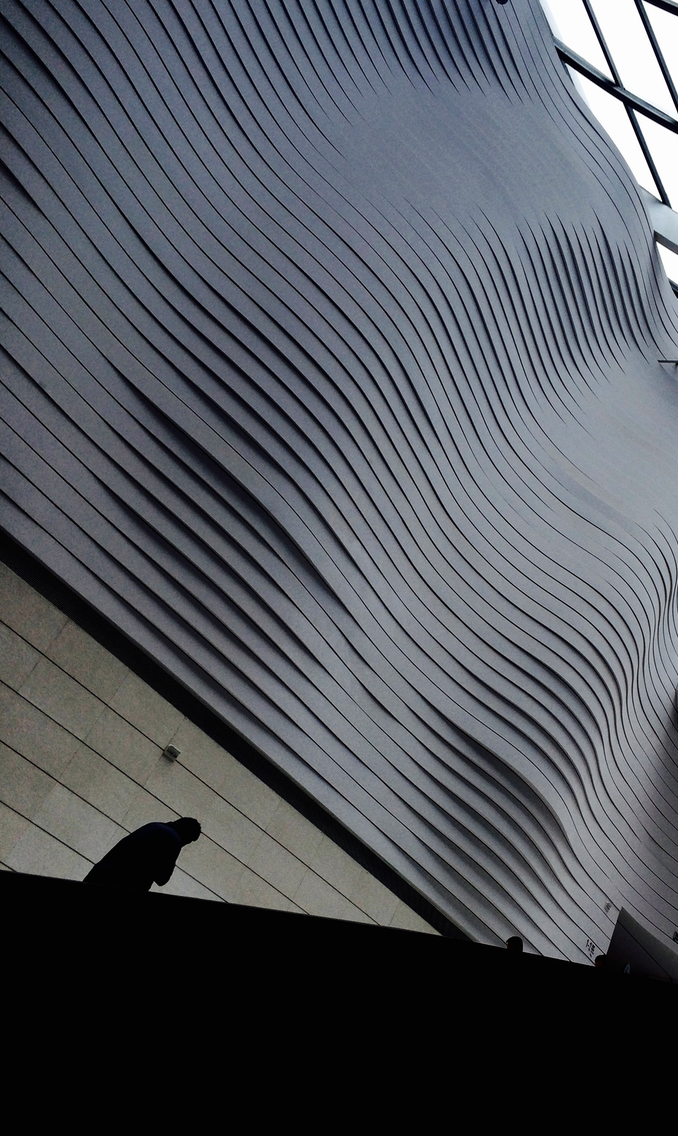
银川当代美术馆内部设计

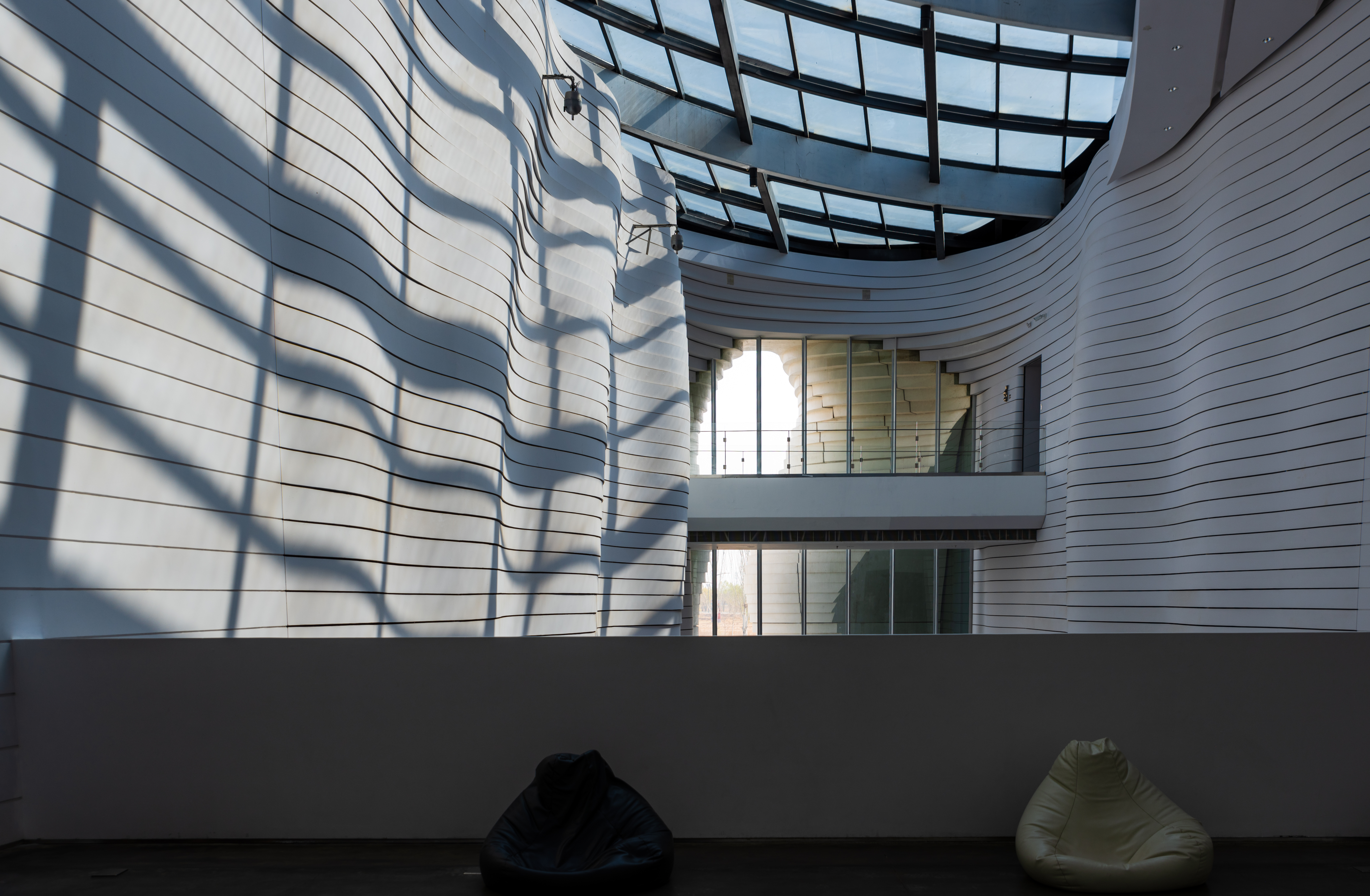
展厅间的走廊景观

主体建筑是一座解构主义建筑，由银川女建筑师、WAA未觉建筑事务所主创建筑师张迪设计。
银川当代美术馆艺术家村由北京市建筑设计院王戈设计，艺术家村将与国际著名艺术机构、策展人合作，长期举办艺术创作、学术交流及展览活动，也是国内外年轻艺术家、策展人员以及艺术机构提供驻留计划的场所。
主体建筑西接湿地公园，东临惠农渠（清雍正4年开凿）生态公园。

## 功能布局
馆内设有7个功能区域，分别是艺术展览区、商业休闲区、教育培训区、储藏物流区、行政办公区和设备及辅助用房、交通流现区。
负一楼：1号展厅，2号展厅；演讲厅；
一楼：售票厅，寄存处，储物间，餐厅；
二楼：3号展厅，介绍中国早期洋风画；4号展厅，介绍历史典藏地图；
三楼：5号展厅和6号展厅。

## 目标
银川当代美术馆馆长刘文锦认为，“通过全球创造力的汇集建立并表达可能的主张，包含影像、装置、摄影、绘画、雕塑等种类，透过全球当代艺术家的创作，响应当下所面临的社会、经济、自然环境变动及破坏等问题，唤起人们的思考。我们举办双年展，不仅要让银川市民有机会在家门口看到全球的当代艺术，也想通过展览，为将银川推至全球艺术地图尽一分力量。”

## 银川双年展
2016年银川双年展主题为“图像，超光速”（For anImage, Faster Than Light），总策展人为伯斯·克里什阿姆特瑞（Bose Krishnamachari）；
2018年银川双年展主题为“从沙漠出发——边界上的生态学”（Starting from the Desert - Ecologies on the Edge），总策展人为马可·斯科蒂尼（Marco Scotini），策展团队由安德里斯·布林克马尼斯（Andris Brinkmanis）、保罗·卡法尼（Paolo Caffoni）、萨沙·科拉（Zasha Colah）和陆兴华（Lu Xinghua）组成。

## 藏品

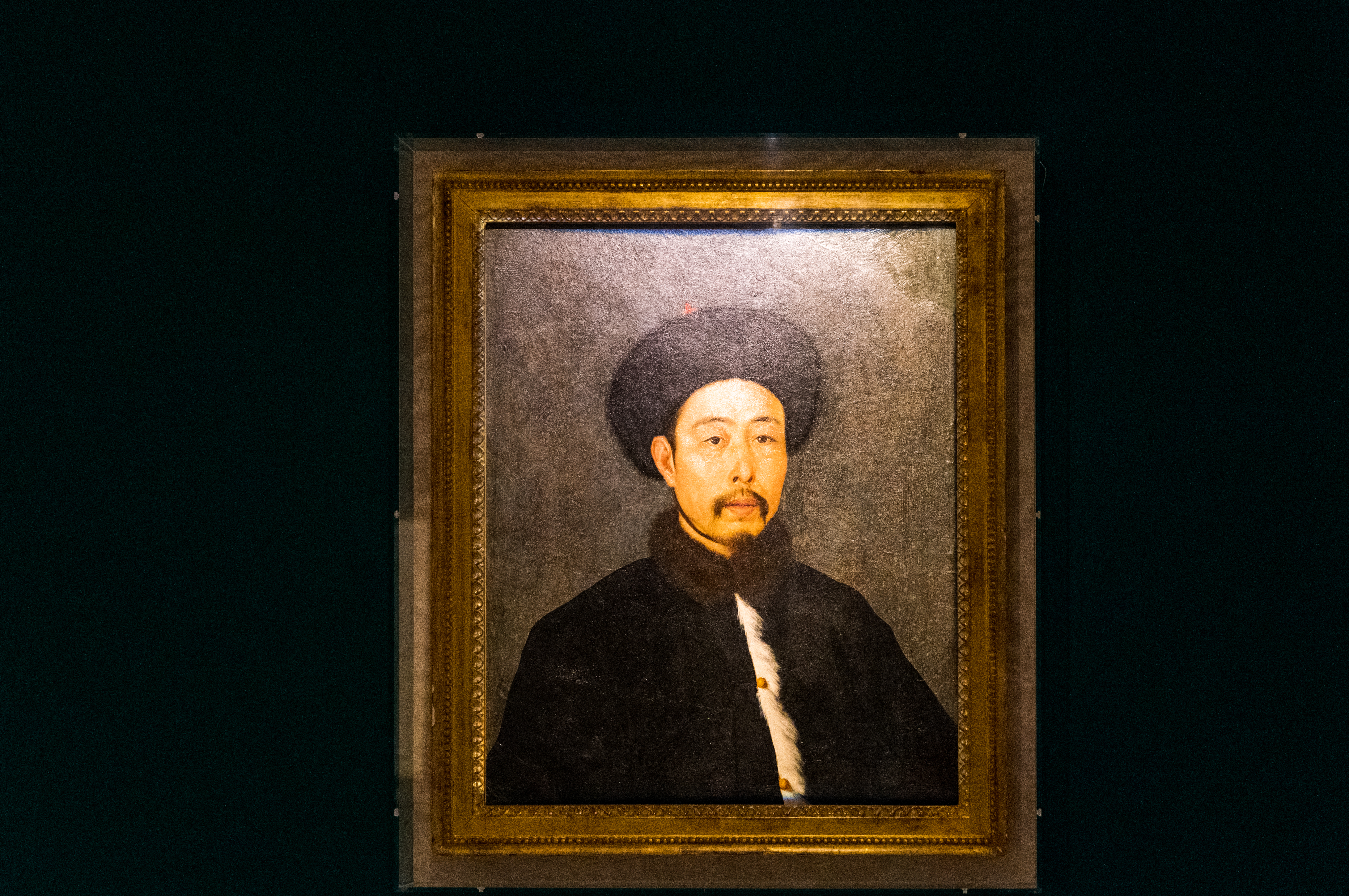
郎世宁《乾隆半身冬装像》，高丽纸本油彩，1756－1757年。银川当代美术馆藏

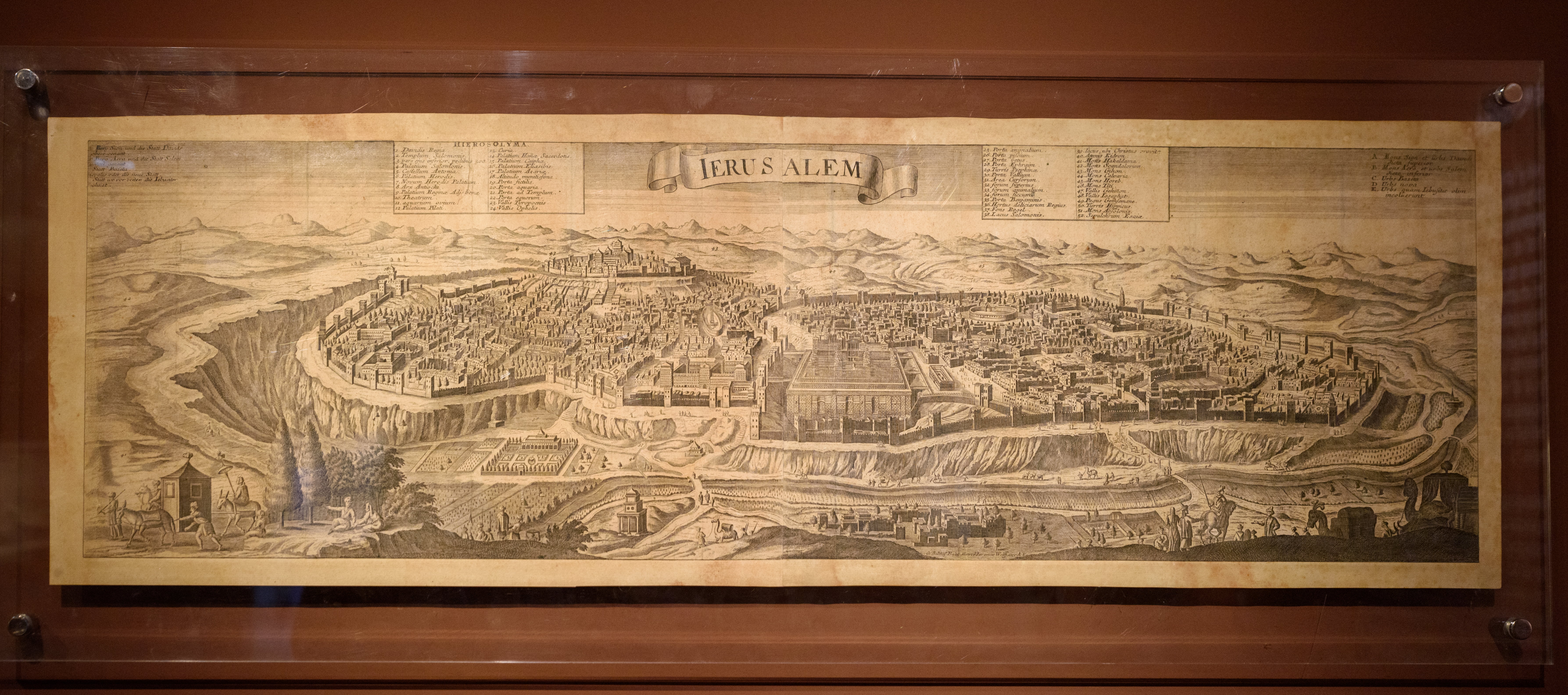
耶路撒冷全景图

馆内典藏包括数百幅中国晚清时期油画、有关中西方早期对话交流的地图以及当代艺术作品。
中国清代油画及外销画（晚清洋画）：郎世宁《乾隆皇帝半身冬装像》（ 1756-1757），郎世宁圆明园《西洋仕女油彩绢本》等；林呱《香港商人伍秉鉴肖像》、乔治·钱纳利的《洋行大班》、煜呱的《故园旧事 秋 弹唱》、史贝霖的《牧羊女》、林呱（传）的《珠江景色》、南昌的《海岸风帆》、史贝霖《江旁独钓》等二百余幅；
16-19世纪的雕版地图和风景：乔安·霍曼《东西半球及天球图》、佚名《耶路撒冷全景图》（17-18世纪）、琼·布劳，《欧亚非美洲大型挂图》、《耶稣会亚洲地图》（1690年）、《佛罗伦萨波波里花园图》（1789年）等百余幅；
当代艺术作品：宋永红、曾浩、毛旭辉、何多苓、岳敏君等艺术家的作品。

## 学术研究和出版物

### 出版物[7]
- 《图像，超光速》
- 《声东击西─东亚水墨艺术的当代再造》
- 《广州十三行》，商务印书馆
- 《“文明的维度”国际学术研讨会论文集》中文及英文版本《Proceedings of The Dimension of civilizations》，商务印书馆
- 《十七世纪欧洲与晚明地图交流》，商务印书馆
- 《图像与范式：早期中西绘画交流史1514-1885》，商务印书馆
- 《视觉的调适——中国早期洋风画》

## 获奖信息
- 2015年12月，银川当代美术馆被《艺术新闻》英文版推荐为英文版推荐为2015年度世界上最值得参观的6座新美术馆之一；
- 2015年，从全球300多个项目中脱颖而出，获得世界最重要的新锐建筑师优秀奖，获得英国《 建筑评论 》组织评选的组织评选的“AR新锐建筑奖2015”，这也是本年度唯一入围该奖项的中国作品；
- 2016年，美术馆又入围了“ 世界建筑节”的年度“ 文化建筑大奖”单元入围；在“2016亚洲都市景观奖”中国区选拨赛中获得“城市文化复兴优胜奖第一名”；
- 2016年12月21日，著名编辑Katrina Lobley在《卫报》上发表文章《The 10 Best Places to Experience Culture in Asia》该文章将银川当代美术馆与西安兵马俑博物馆、泰国松克朗节、香港巴塞尔艺术博览会等一同列入10个最佳文化体验目的地。

## 艺术总监
- 谢素贞（2013年12月-2018年5月）
- 吕澎（2018年5月-现在）

## 执行馆长
- 王雪川（2015-2021）
- 赵子懿（2022-现在）

## 外部連結
- 官方网站